# 鞍谷清慎
鞍谷 清慎（くらたに きよちか、1853年8月7日（安政3年7月7日） - 1943年（昭和18年）5月7日）は、日本の政治家、衆議院議員（2期）。

## 経歴
播磨国明石郡、のちの兵庫県明石郡平野村（神戸市垂水区を経て現・神戸市西区）出身。1884年、東京専門学校政治学科卒。平野村会議員、同村長、兵庫県会議員、徴兵参事員、明石農業(株)社長となる。
1898年3月の第5回衆議院議員総選挙において兵庫4区から進歩党公認で立候補したが31票差で落選。同年9月の第6回衆議院議員総選挙で立候補して初当選。1902年の第7回衆議院議員総選挙において兵庫県郡部から憲政本党公認で立候補したが落選。1902年の第8回衆議院議員総選挙は不出馬。1903年の第9回衆議院議員総選挙で復帰した。衆議院議員を2期務め、1904年の第10回衆議院議員総選挙には不出馬。以後の立候補はない。1943年に死去した。